# Bianca Vidal
Bianca Vidal é uma telenovela mexicana produzida por Valentín Pimstein para a Televisa e exibida pelo Canal de las Estrellas entre 29 de novembro de 1982 e 07 de outubro de 1983.
A trama, original de Inés Rodena, foi adaptada  a partir de sua radionovela María Salomé. Devido ao sucesso da produção, a história foi estendida com a incorporação do argumento de outra obra de Rodena, Sacrificio de mujer.
A telenovela foi protagonizada por Edith González e Salvador Pineda, com atuações antagônicas de Rocío Banquells e María Teresa Rivas.

## Sinopse
Bianca Vidal (Edith González) é uma jovem humilde que trabalha durante o dia e estuda à noite. É na escola que ela conhece o novo professor de literatura, José Miguel (Salvador Pineda), por quem se apaixona. Ele corresponde aos sentimentos da aluna, mas quem tenta seduzi-la é Enrique (José Elías Moreno), um antigo amigo de José Miguel.
José Miguel, no entanto, já está comprometido com Mónica (Rocío Banquells), uma mulher jovem e cruel, com quem se casa apenas porque ela está grávida. Quando Bianca e José Miguel finalmente se declaram apaixonados, surge um grande obstáculo: Don Raúl (Rafael Baledón), pai de José Miguel, revela ser o verdadeiro pai de Bianca.
Diante dessa revelação, Bianca e José Miguel se separam, acreditando serem irmãos — embora ela desconheça que José Miguel é, na verdade, adotado. Mónica alcança seu objetivo: casa-se com José Miguel e dá à luz um filho, Rodolfito (Christopher Lago), a quem ela não valoriza e acaba abandonando. Com o casamento dos pais em crise, o menino desenvolve um forte afeto por Bianca.

### Reta final: o argumento deSacrificio de mujer
Em um desdobramento trágico, Bianca sofre um grave acidente, perde a memória e Rodolfito morre. Sem reconhecer José Miguel, ela o rejeita e o trata com frieza. À medida que suas lembranças vão retornando, Bianca se vê mergulhada em uma série de desgraças que a afastam ainda mais de José Miguel e de sua família.
Quando finalmente recupera a memória, é José Miguel quem a ajuda a reencontrar a esperança e reconstruir sua vida.

## Elenco
- Edith González .... Bianca Vidal
- Salvador Pineda .... José Miguel Medina Rivas
- Rocío Banquells .... Mónica Rondán / Sandra
- María Teresa Rivas .... Doña Esther Monasterio de Medina Rivas
- Christopher Lago .... Rodolfito Medina Rivas Rondán
- Rafael Baledón .... Don Raúl Medina Rivas
- Aurora Molina .... Ofelia #1
- Blanca Torres .... Ofelia #2
- Oscar Bonfiglio .... Patudo
- Orlando Rodríguez .... Ceferino Vidal
- José Elías Moreno .... Enrique Montes
- Dina de Marco .... Guillermina
- Beatriz Aguirre .... Emilia
- Luciano Hernández de la Vega .... Rodolfo Medina Rivas
- Viviana Nunes .... Raquel Rinaldi
- Juan Carlos Serrán .... Alfonso
- Rubén Rojo .... Armando
- Jaime Garza .... Mauricio Fonseca
- Nuria Bages .... Adriana Castro
- Patricia Reyes Spíndola .... Cirila
- Ada Carrasco .... Vicenta
- Aurora Clavel .... Rosa
- Pedro Damián .... Gustavo
- Pituka de Foronda .... Eloísa
- Marco Muñoz .... Ramiro Zerpa
- Julieta Rosen .... Chela
- Alfonso Iturralde .... Humberto Carrillo
- Beatriz Ornella .... Juanita
- Arturo Lorca .... Dr. Mario
- Isabela Corona .... Nana María
- Jose Roberto Hill .... Dr. Carlos Palacios
- Alejandro Landero .... Manuel
- Luis Couturier .... Dr. Ruiz
- Eugenio Cobo .... Dr. Millán
- Luz Elena Silva .... Felisa
- Leandro Martínez .... Arturo
- Sergio Acosta .... Adolfo Guzmán
- Arturo Guízar .... Lic. Rojas
- Enrique Muñoz .... Dr. Rivera
- Aurora Cortés .... Remedios Vidal
- Manuel Guizar .... Antonio
- Teresa Cornejo .... Teresa Ramírez
- Eduardo Díaz Reyna .... Policía
- Margarita Cortés .... Lucinda
- Carmen Cortés .... Dorinda
- Janet Ruiz .... Lupita
- Alejandro Tommasi .... Dr. Torres
- Ricardo de Loera .... Luis
- Fernando Ciangherotti .... Dr. García
- David Rencoret .... Mesero
- Raúl Marcelo .... Ricardo
- Estela Chacón .... Arminda
- Juan Antonio Marrón .... Ricardo
- Alicia Ravel .... Mimí
- Claudia Inchaurregui .... Silvia
- Arturo Peniche .... Pedro
- Tomás I. Jaime
- Julio Monterde .... Doctor
- Leticia Calderón
- Oscar Sànchez
- María González .... Fernanda
- Magda Trillo .... Magdalena
- Lupelena Goyeneche .... Presa
- Antonio González .... Inspector Calvo
- Reynaldo Vallejos .... Marcelo
- Sandra Solimano .... Francisca
- Emilio Gaete .... Don Raimundo Rinaldi

## Prêmios e indicações

### Prêmio TVyNovelas 1984
| Categoria                | Indicado(a)     | Resultado |
| ------------------------ | --------------- | --------- |
| Melhor atriz antagonista | Rocío Banquells | Venceu    |